# Chiesa di San Michele Arcangelo (Lestizza)
La chiesa di San Michele Arcangelo è la parrocchiale di Sclaunicco, frazione di Lestizza, in provincia e arcidiocesi di Udine; fa parte della forania del Friuli Centrale.

## Storia

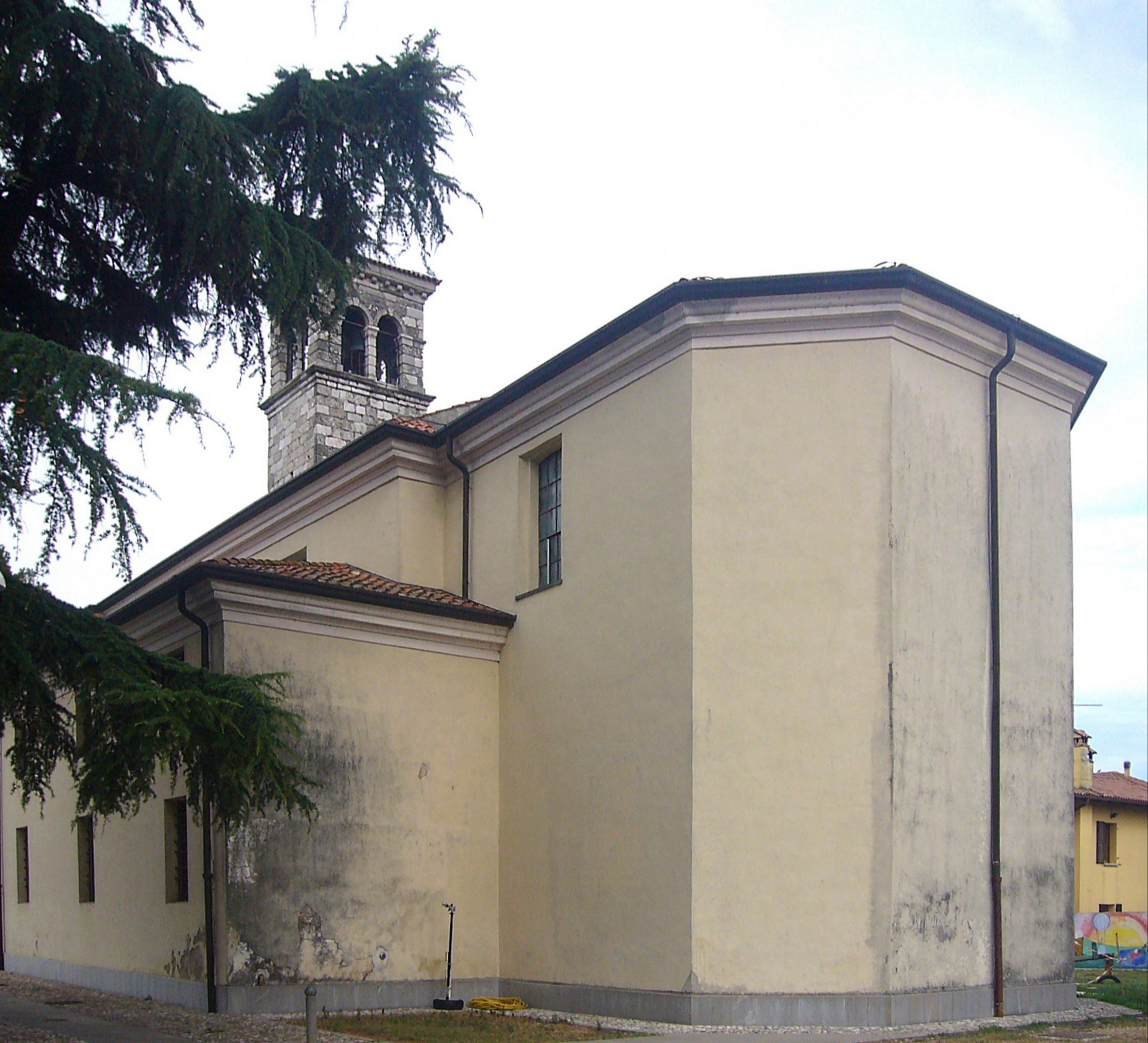
L'abside

L'originaria cappella di Sclaunicco era già esistente nel Duecento, secolo a cui risalgono le prime attestazioni dell'esistenza del paese.
Nel 1505 fu scolpito da Brunis de Varian il portale d'ingresso lapideo, mentre nel 1525 Gian Paolo Thanner decorò la chiesa con la realizzazione di un affresco.
La chiesa fu interessata da un intervento di rimaneggiamento nel 1742; nel 1825 divenne sede di una cappella e, più tardi, nel 1842 di una mansioneria, grazie anche a un lascito di Domenico Tavano.
Nel 1950 fu decretata dall'arcivescovo di Udine l'elevazione a parrocchia, confermata civilmente nel 1953 con un decreto presidenziale pubblicato sulla Gazzetta Ufficiale.
L'edificio venne adeguato alle norme postconciliari negli anni settanta con l'aggiunta dell'ambone e dell'altare rivolto verso l'assemblea.

## Descrizione

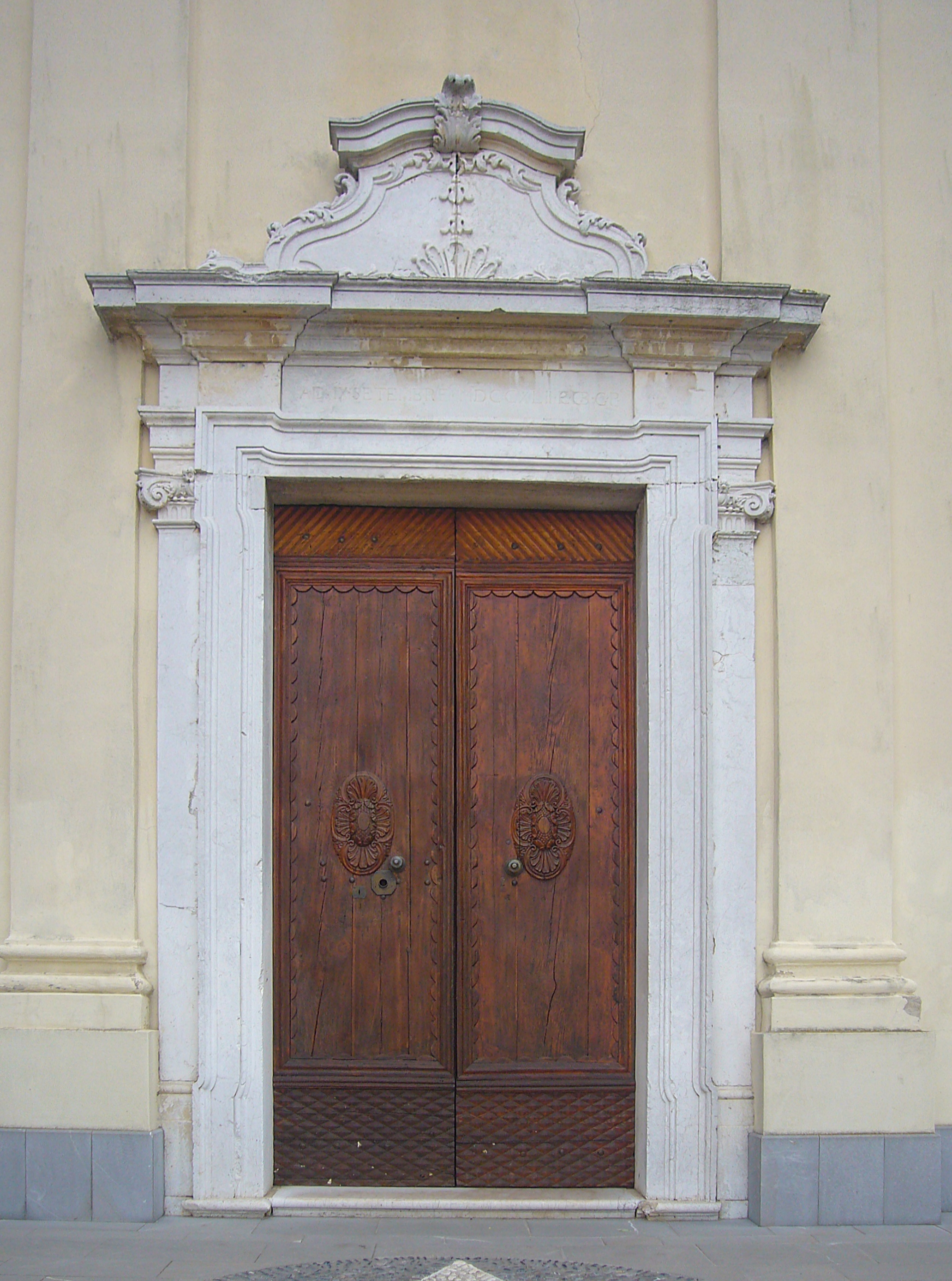
Il portale d'ingresso

### Esterno
La simmetrica facciata a capanna della chiesa, rivolta a ponente e scandita da quattro lesene tuscaniche sorreggenti il timpano triangolare in cui s'apre un oculo, presenta centralmente il portale d'ingresso architravato e una finestra, mentre ai lati vi sono due nicchie.
Vicino alla parrocchiale si erge il campanile in pietra a base quadrata, suddiviso in più registri da cornici marcapiano; la cella presenta su ogni lato una bifora ed è coperta dal tetto a quattro falde.

### Interno
L'interno dell'edificio si compone di un'unica navata, sulla quale si affacciano le cappelle laterali introdotte da archi a tutto sesto e le cui pareti sono scandite da paraste sorreggenti la trabeazione modanata e aggettante sopra la quale si imposta la volta a botte ribassata; al termine dell'aula si sviluppa il presbiterio, rialzato di alcuni gradini e chiuso dall'abside poligonale.
L'opera di maggior pregio qui conservata è una statua con soggetto Sant'Antonio Abate, scolpita nel XVI secolo da Giovanni Antonio Pilacorte.